# Winners Osawe
Winners Mark Osawe (* 29. November 2006 in Berlin) ist ein deutsch-nigerianischer Fußballspieler, der beim 1. FC Nürnberg unter Vertrag steht.

## Karriere

### Vereinskarriere
Osawe begann seine fußballerische Laufbahn beim Berliner AK 07. 2019 wechselte er in die Jugendabteilung von RB Leipzig. Dort durchlief er alle Altersklassen und war zuletzt Stammspieler in der U19, für die er unter anderem in der A-Junioren-Bundesliga und in der UEFA Youth League zum Einsatz kam.
Im Sommer 2024 wechselte er zum 1. FC Nürnberg. Sein Vertrag läuft zunächst bis Juni 2025, RB Leipzig besitzt eine Rückkaufoption. Zunächst kam Osawe hauptsächlich in der zweiten Mannschaft in der Regionalliga Bayern zum Einsatz und erzielte in seiner ersten Saison ein Tor in 15 Spielen. Am 34. Spieltag der Saison 2024/25 gab er beim 4:1-Auswärtssieg gegen Eintracht Braunschweig sein Pflichtspieldebüt für die erste Mannschaft in der 2. Bundesliga.

### Nationalmannschaft
Osawe gehört seit 2022 zum Kreis der deutschen Juniorennationalmannschaften. Mit der U17-Nationalmannschaft wurde er 2023 sowohl Europameister als auch Weltmeister und kam in beiden Turnieren regelmäßig zum Einsatz.
Im Jahr 2024 wurde er erstmals für die U19 nominiert, für die er bisher acht Länderspiele bestritt. Er nahm an der U-19-Europameisterschaft 2025 teil und erreichte mit seinem Team das Halbfinale.

## Spielweise
Osawe ist ein körperlich robuster, technisch versierter Mittelfeldspieler, der sowohl defensiv als auch offensiv agieren kann. Seine Spielweise wird mit der von Paul Pogba verglichen.